# Steyr MG 74
La Steyr MG 74 es una ametralladora de propósito general de origen austríaco basada en la MG 42/59, que a su vez se deriva de la MG 42 alemana.

## Historia
Fue creada ante la necesidad del Ejército Federal Austríaco de diseñar una ametralladora de fabricación nacional. La base fue la MG 42/59 alemana, el desarrollo fue completado en 1974 y desde entonces se convirtió en la ametralladora estándar de las Fuerzas Armadas de Austria.
Es también utilizada por el Ejército Argentino, por sus unidades de Caballería en los cazacarros SK-105 Kürassier adquiridos a Austria.